# Acmopolynema poecilopterum
Acmopolynema poecilopterum är en stekelart som beskrevs av Fidalgo 1989. Acmopolynema poecilopterum ingår i släktet Acmopolynema och familjen dvärgsteklar. Inga underarter finns listade i Catalogue of Life.